# Fridža Zo'arec
Fridža Zo'arec (hebrejsky: פריג'א זוארץ, žil 7. prosince 1907 – 30. dubna 1993) byl izraelský politik a poslanec Knesetu za strany Chazit datit le'umit a Mafdal.

## Biografie
Narodil se v dnešní Libyi. Vystudoval střední školu. V roce 1949 přesídlil do Izraele.

## Politická dráha
V Libyi se angažoval v sionistickém hnutí, zejména na kulturním poli. Založil a vydával sionistický týdeník. V Izraeli předsedal sdružení libyjských přistěhovalců.
V izraelském parlamentu zasedl poprvé po volbách v roce 1955, do nichž šel za formaci Chazit datit le'umit (Národní náboženská fronta). Ta se v průběhu funkčního období parlamentu přejmenovala na ha-Po'el ha-Mizrachi-Mizrachi a pak na Mafdal (Národní náboženská strana). Byl členem výboru pro vzdělávání a kulturu a výboru pro veřejné služby. Za Mafdal mandát obhájil ve volbách v roce 1959. Opětovně byl členem výboru pro vzdělávání a kulturu a výboru pro veřejné služby. Na kandidátce Mafdal se do Knesetu dostal i po volbách v roce 1961. Byl pak členem výboru pro vzdělávání a kulturu, výboru House Committee a výboru pro veřejné služby. Úspěšně za Mafdal kandidoval i ve volbách v roce 1965. Mandát ale získal až dodatečně, v prosinci 1965, jako náhradník poté co rezignoval poslanec Šabtaj Dani'el. Stal se členem výboru pro vzdělávání a kulturu, výboru House Committee, výboru pro ústavu, právo a spravedlnost a výboru pro veřejné služby. Ve volbách v roce 1969 mandát neobhájil.